# Ньюсом, Дазз
Дазз Ньюсом (англ. Dazz Newsome; 15 мая 1999, Хамптон, Виргиния) — профессиональный американский футболист, уайд ресивер клуба НФЛ «Чикаго Беарс». На студенческом уровне выступал за команду университета Северной Каролины. На драфте НФЛ 2021 года был выбран в шестом раунде.

## Биография
Дазз Ньюсом родился 15 мая 1999 года в Хамптоне в Виргинии. Один из двух сыновей в семье. Его отец и старший брат играли в футбол на студенческом уровне в команде Политехнического университета Виргинии. Имя Дазз получил в честь рэпера, выступавшего под псевдонимом Daz Dillinger. Ньюсом учился в старшей школе Хамптона, в составе её футбольной команды играл на позициях принимающего, раннинбека, сэйфти, корнербека и специалиста по возвратам. Его признавали Игроком года в нападении в Виргинии, он считался лучшим корнербеком штата.

### Любительская карьера
В 2017 году Ньюсом поступил в университет Северной Каролины в Чапел-Хилле. В своём дебютном сезоне он принял участие в девяти матчах, в двух из них был стартовым принимающим команды. В 2018 году он сыграл в одиннадцати матчах, выходил на поле на позиции ресивера и в составе специальных команд. За сезон Ньюсом набрал на приёме 506 ярдов, на возвратах свыше 400 ярдов. Он стал одним из семи игроков, которым в матчах турнира удалось сделать тачдауны на приёме, выносе и возврате панта.
В сезоне 2019 года Ньюсом провёл в стартовом составе двенадцать матчей. Он стал лидером команды по числу приёмов и среднему количеству ярдов за игру, по числу тачдаунов и общему количеству набранных ярдов был вторым. По ходу сезона его называли в числе претендентов на награду Пола Хорнанга, вручаему самому универсальному игроку NCAA. В 2020 году он претендовал на приз Фреда Билетникоффа лучшему ресиверу сезона. В двенадцати сыгранных матчах турнира Ньюсом набрал 684 ярда с шестью тачдаунами, был основным специалистом по возврату пантов.

#### Статистика выступлений в NCAA
| Сезон | Команда                | Игры | Приём | Приём | Приём | Приём | Вынос | Вынос | Вынос | Вынос |
| Сезон | Команда                | Игры | Rec   | Yds   | Y/A   | TD    | Att   | Yds   | Y/A   | TD    |
| ----- | ---------------------- | ---- | ----- | ----- | ----- | ----- | ----- | ----- | ----- | ----- |
| 2017  | Норт Каролина Тар Хилс | 9    | 18    | 227   | 12,6  | 0     | 8     | 52    | 6,5   | 0     |
| 2018  | Норт Каролина Тар Хилс | 11   | 44    | 506   | 11,5  | 2     | 7     | 96    | 13,7  | 1     |
| 2019  | Норт Каролина Тар Хилс | 12   | 72    | 1018  | 14,1  | 10    | 3     | 9     | 3,0   | 0     |
| 2020  | Норт Каролина Тар Хилс | 12   | 54    | 684   | 12,7  | 6     | 2     | 21    | 10,5  | 1     |
| Всего | Всего                  | 44   | 188   | 2435  | 13,0  | 18    | 20    | 178   | 8,9   | 2     |

### Профессиональная карьера
Перед драфтом НФЛ 2021 года аналитик Bleacher Report Нейт Тайс прогнозировал Ньюсому выбор в пятом раунде драфта. К достоинствам игрока он относил неплохой уровень атлетизма, умение действовать в выносном нападении, опыт игры на возвратах пантов и эффективность в позиции слот-ресивера. Минусами Тайс называл небольшое количество набираемых им после приёма ярдов, недостаточные антропометрические данные для игры внешним принимающим и необходимость улучшать навыки прохождения маршрутов. Аналитик сайта НФЛ Лэнс Зирлейн характеризовал Ньюсома как конкурентоспособного слот-ресивера, способного приносить пользу в специальных командах. Он выделял его работу на коротких маршрутах и отмечал невысокую технику ловли мяча.
На драфте Ньюсом был выбран «Чикаго Беарс» в шестом раунде под общим 221 номером. В июне он подписал с клубом четырёхлетний контракт. Через день после этого на тренировке он сломал ключицу и выбыл до конца августа, пропустив всю предсезонную подготовку. Большую часть сезона 2021 года он провёл в тренировочном составе «Чикаго», дебютировав в НФЛ только 20 декабря. В регулярном чемпионате Ньюсом сыграл в трёх матчах, сделав два приёма на 23 ярда.

#### Статистика выступлений в НФЛ

##### Регулярный чемпионат
| Сезон | Команда      | Игры | Приём | Приём | Приём | Приём | Вынос | Вынос | Вынос | Вынос |
| Сезон | Команда      | Игры | Rec   | Yds   | Y/A   | TD    | Att   | Yds   | Y/A   | TD    |
| ----- | ------------ | ---- | ----- | ----- | ----- | ----- | ----- | ----- | ----- | ----- |
| 2021  | Чикаго Беарс | 3    | 2     | 23    | 11,5  | 0     | 0     | 0     | 0,0   | 0     |
| Всего | Всего        | 3    | 2     | 23    | 11,5  | 0     | 0     | 0     | 0,0   | 0     |